# Klostret i Tomar
Klostret i Tomar (på portugisiska känt som Convento de Cristo) grundades 1162 av tempelherreordens stormästare i Portugal. Orden spelade en stor roll under 1100- och 1200-talet under återerövringen av Portugal från morerna och belönades med stora förläningar som tack för hjälpen. Efter att tempelherreorden upplösts av påven 1312, fick kungen tillstånd av påven att överföra ordens tillgångar till Kristusorden i Portugal, som 1356 flyttade sitt högkvarter till Tomar. De största arbetena utfördes under kung Johan III (1521-1557) och klostret utsmyckades i manuelinsk stil. Det mest kända exemplet är fönstret i klosterkyrkans fasad.
Klostret i Tomar upptogs år 1983 på Unescos lista över världsarv.

Klostret i Tomar - Convento de Cristo
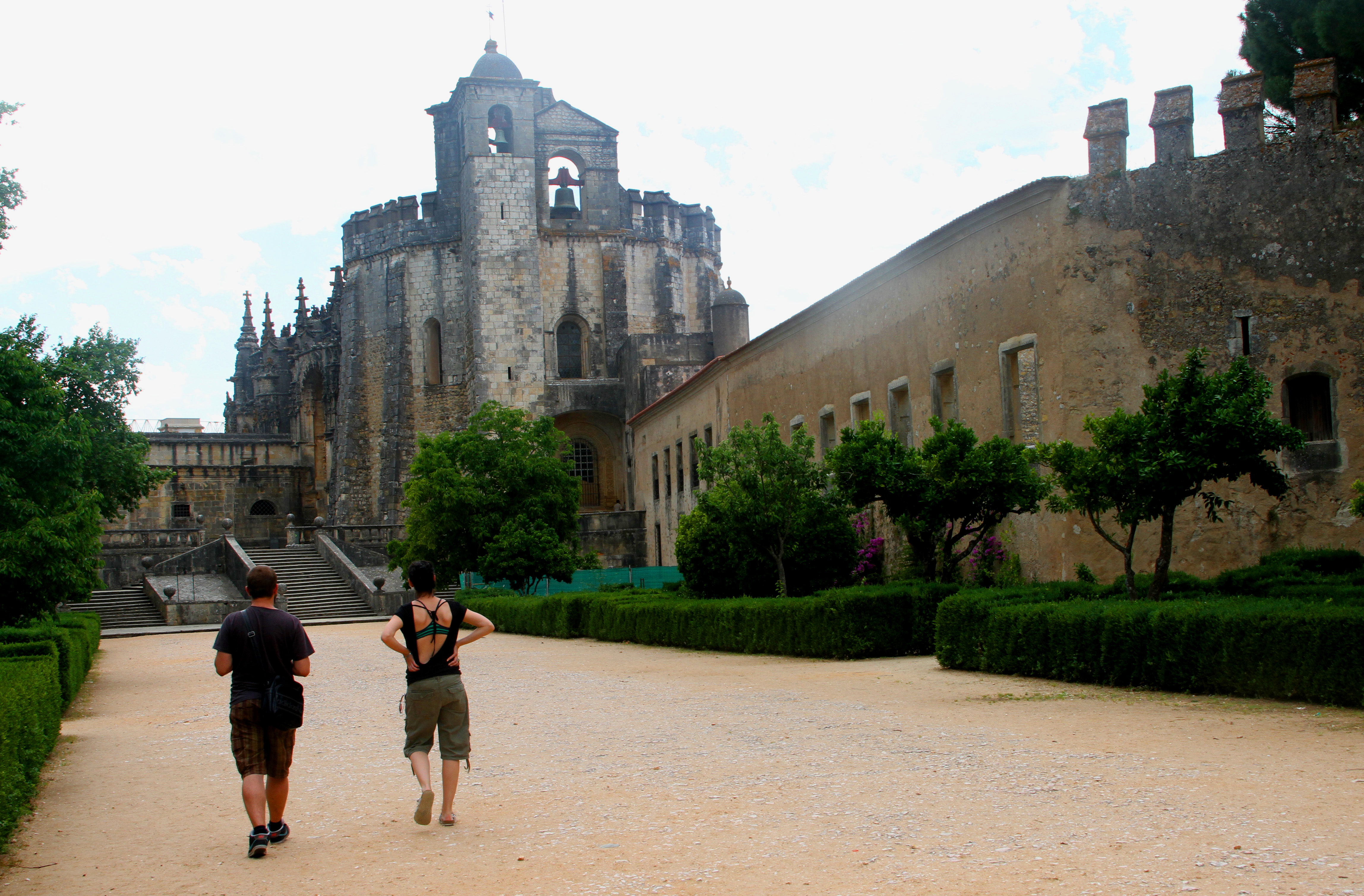
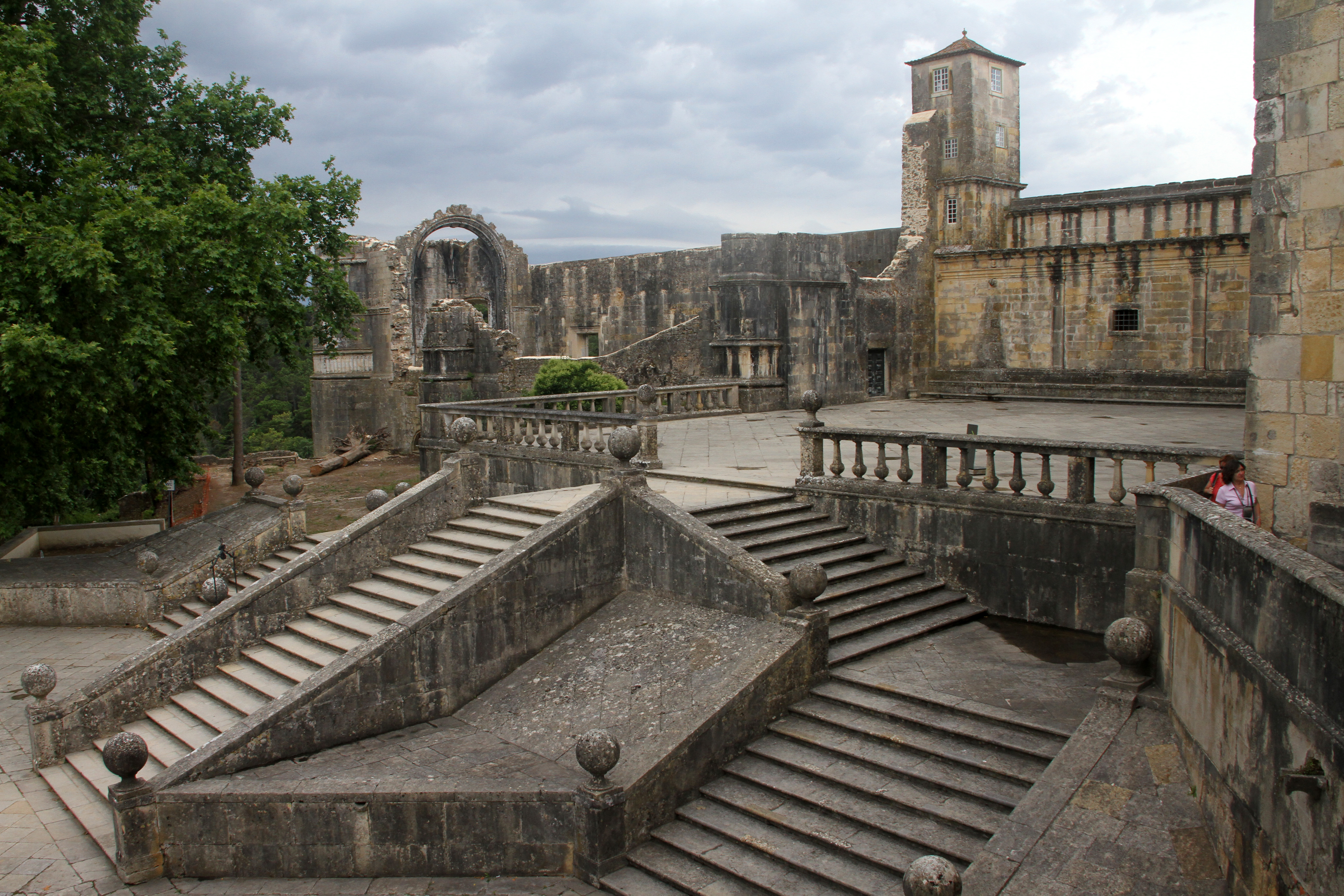
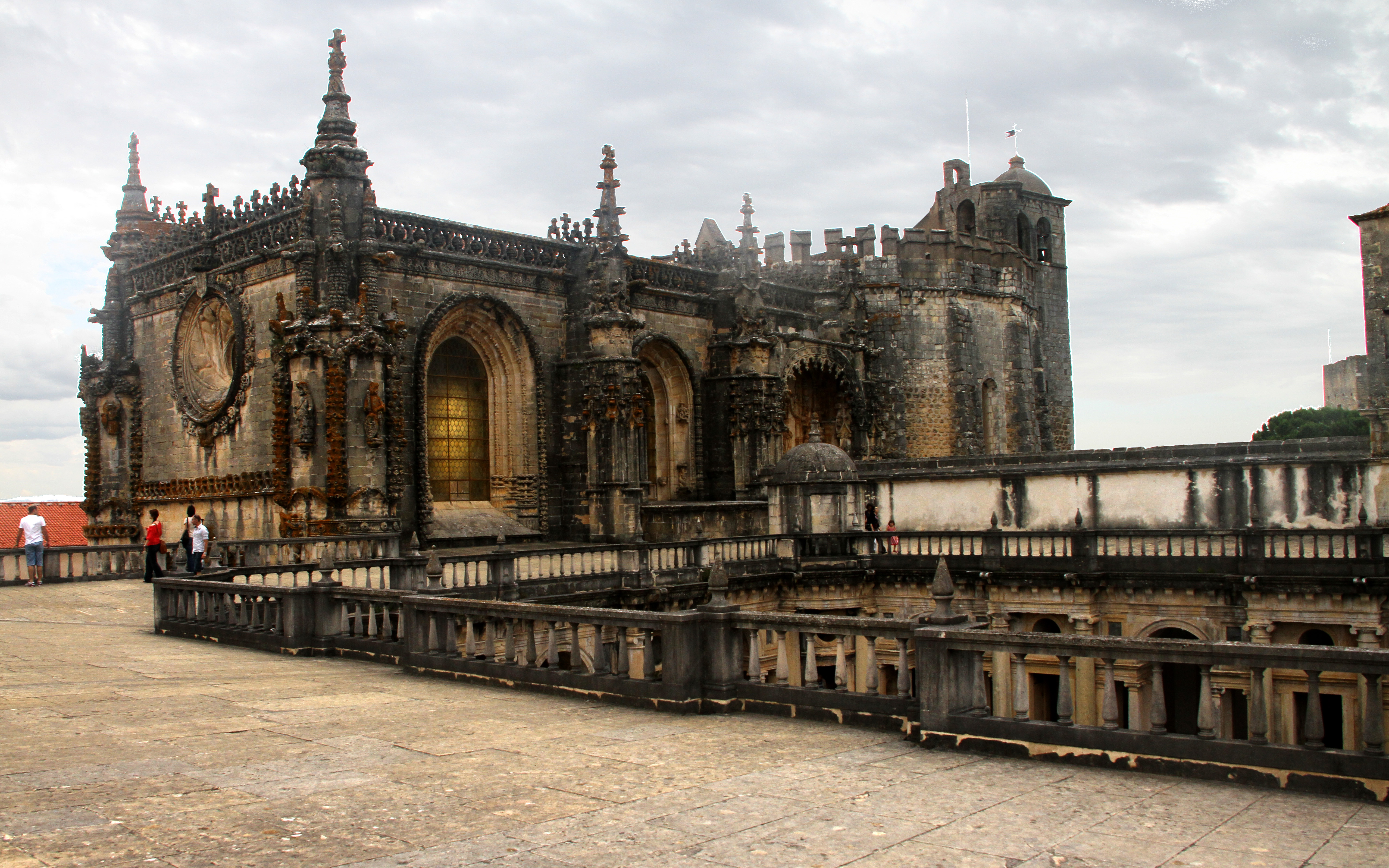
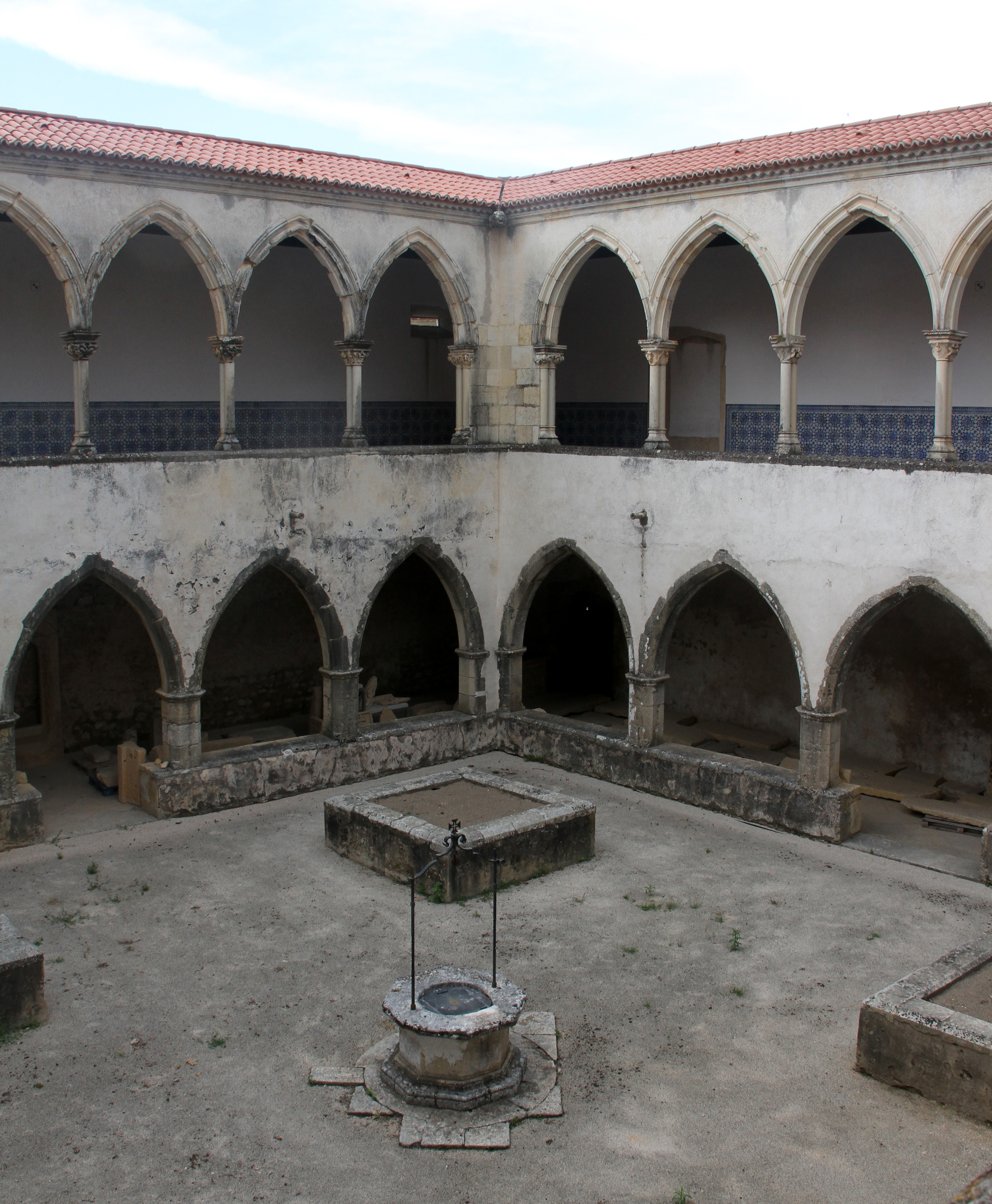
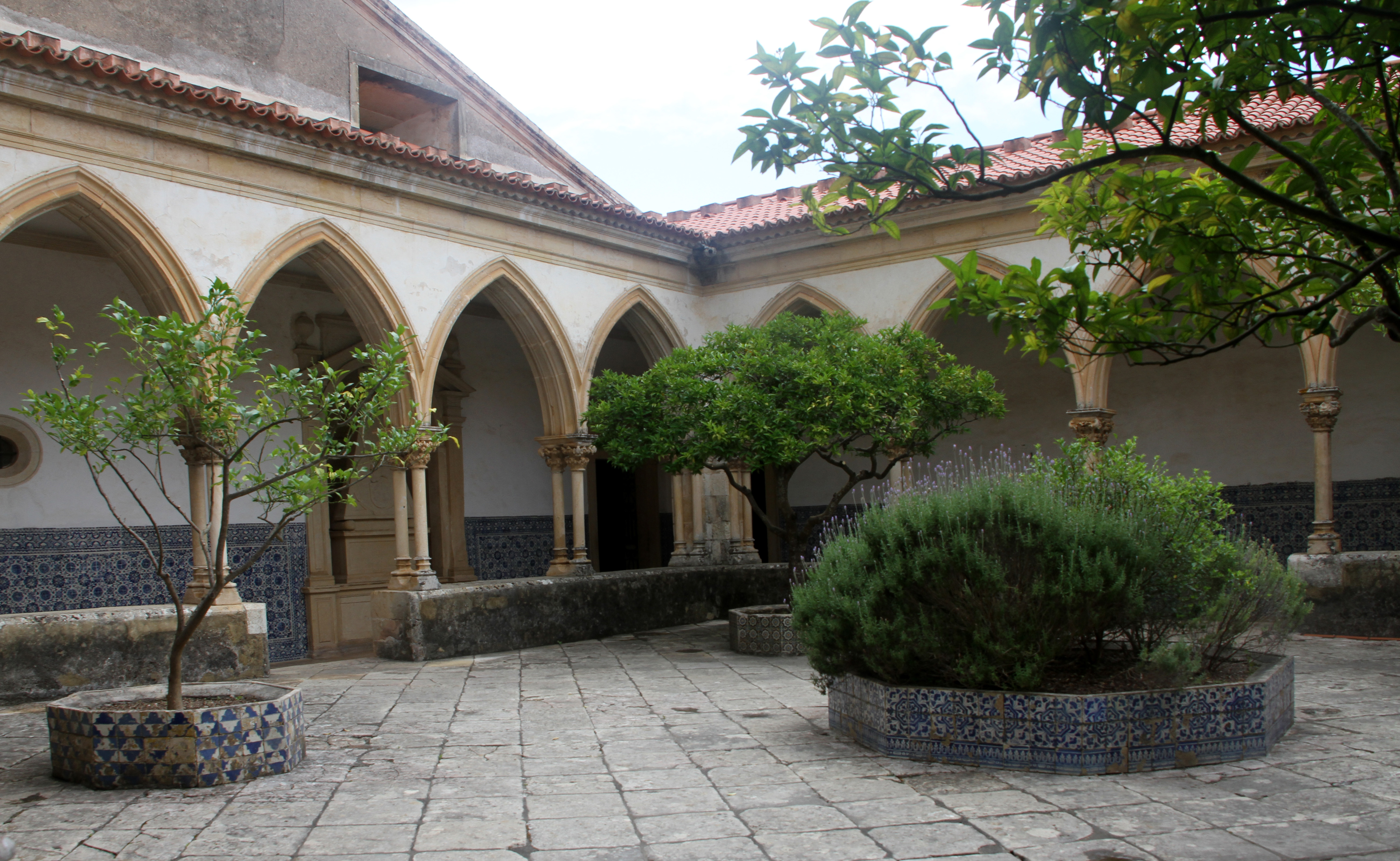
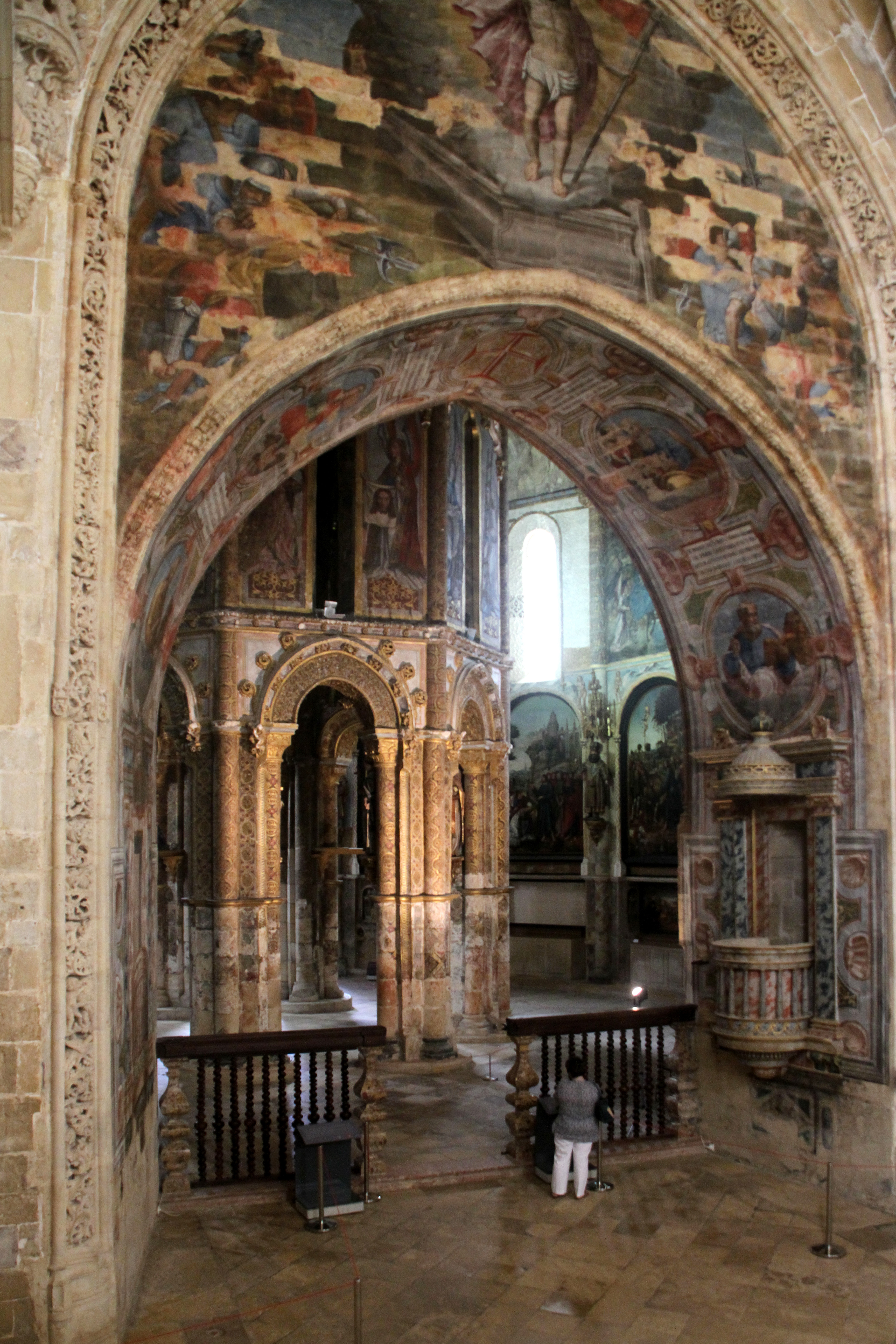
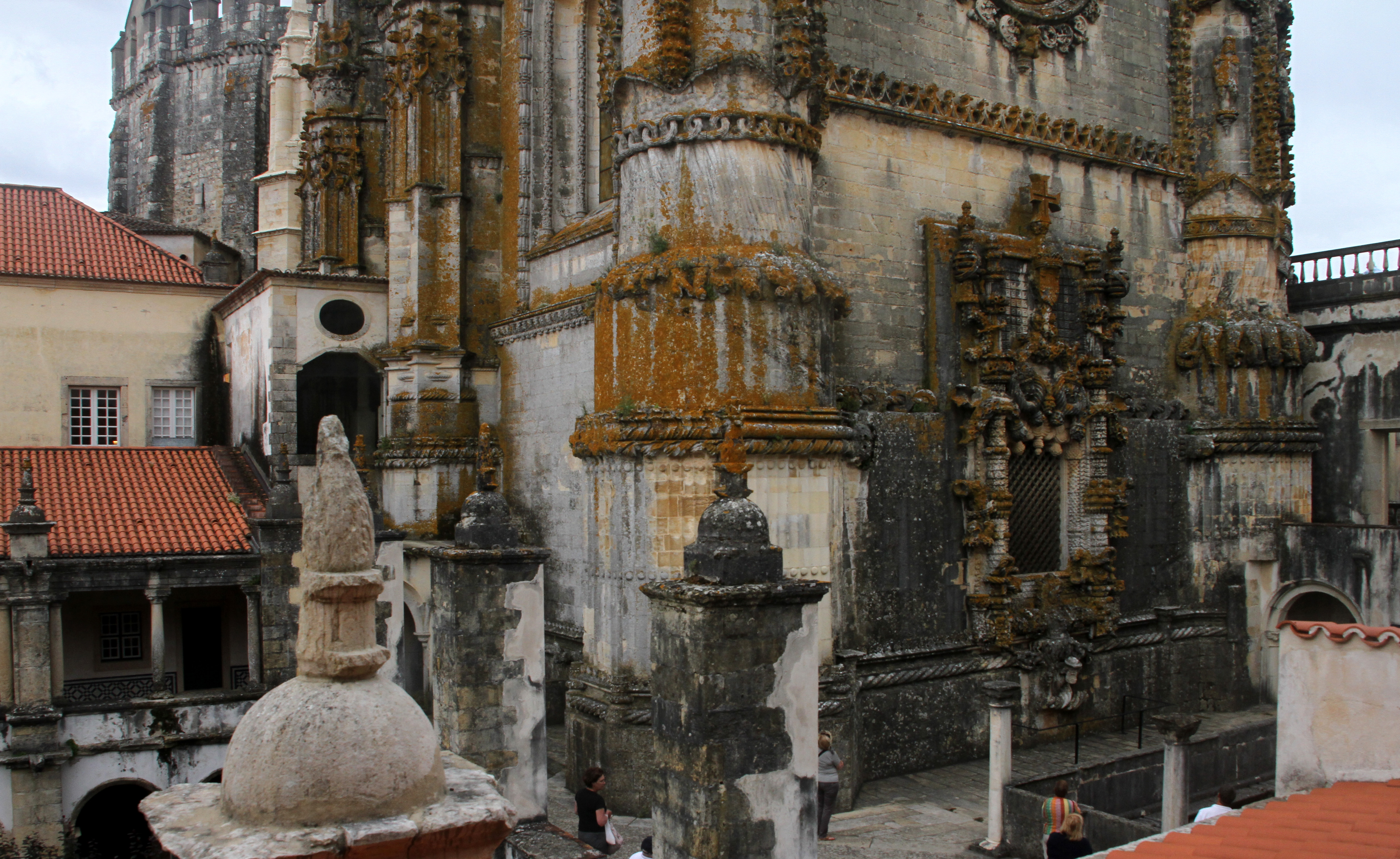
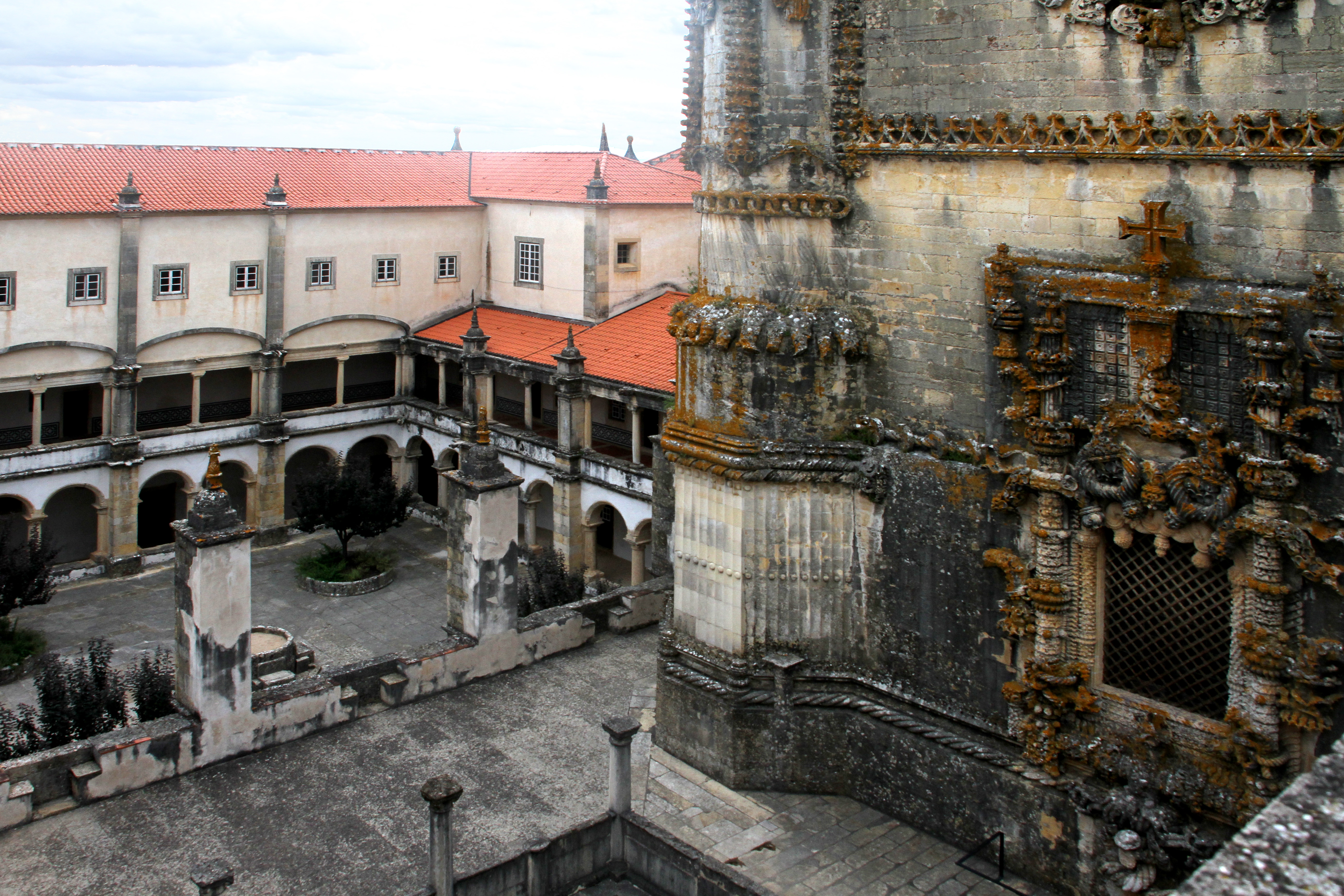